# Marco Lavagna
Marco Juan Lavagna (Buenos Aires, 30 de octubre de 1974) es un economista, político y profesor argentino. Desde el 16 de diciembre de 2019 se desempeña como director del Instituto Nacional de Estadísticas y Censos (INDEC). Entre 2015 y 2019 fue diputado nacional por la Ciudad de Buenos Aires. En el sector privado se desempeñó como consultor económico, siendo director de EcoLatina.

## Biografía
Marco Lavagna nació en la Ciudad de Buenos Aires el 30 de octubre de 1974. Es hijo de Roberto Lavagna, economista y político argentino, exministro de Economía y Producción y excandidato a presidente de la Nación en 2007 y 2019.

### Consultoría económica
Siendo hijo del economista Roberto Lavagna, desde joven Marco sintió mucho interés por la economía. Con solo 20 años y sus estudios en progreso, ingresa a la consultora económica EcoLatina como pasante. Con el paso de los años, y habiendo finalizado sus estudios en Economía, es designado Director de dicha consultora. Desde ese lugar, se ha desempeñado asesorando a empresas y gobiernos en temas relacionados con análisis macroeconómico y microeconómico, complejos productivos agroindustriales, proyectos de inversión, así como estudios económicos sectoriales y evaluaciones de impacto de políticas y medidas económicas.

### Carrera política
En el año 2015, inspirado por diferencias en políticas económicas, decidió incursionar en la política nacional siendo electo Diputado Nacional por la Ciudad Autónoma de Buenos Aires, posicionándose como principal referente en materia económica en el Congreso de la Nación. Es designado Vicepresidente Segundo de la Comisión de Presupuesto y Hacienda y de la Comisión Bicameral para la Reforma Tributaria. Durante su mandato, fue reconocido en numerosas ocasiones por su labor legislativa, galardonado por El Parlamentario como uno de los diputados más destacados del 2018. Fue el impulsor de la Ley PyME, del Programa de Protección para los Deudores de Créditos Hipotecarios, del proyecto de Límite a los Servicios de Deuda Pública y de la Estrategia Nacional de Inclusión Financiera.
El 10 de diciembre de 2019 fue nombrado como director del INDEC por el flamante presidente Alberto Fernández, ocupando ese cargo durante toda la administración peronista. El 6 de diciembre de 2023, el nuevo presidente electo Javier Milei, lo renovó en su cargo manteniéndolo hasta el día de hoy. 